# Кућа породице Вељковић
Кућа породице Вељковић се налази у Београду, у улици Бирчанинова 21 и представља непокретно културно добро као споменик културе.
Једноспратна зграда стамбене намене подигнута је 1883. године у стилу академизма 19. века. Кућа је компонована је као угаони објекат са истоветно решеним фасадама. Дворишна зграда, такође стамбена, саграђена је између 1878. и 1883. године. Уметнички павиљон, изграђен 1931. године по пројекту архитекте и инжењера архитектуре Војислава Ђокића и инжењера Александра Гавриловића, специјално је пројектован и изведен за излагање слика и скулптура из веома вредне збирке у својини породице. Ова кућа - осим везаности за чланове породице Вељковић, међу којима је било познатих политичара, правника, официра од утицаја на друштвени, политички и уметнички живот Србије - има и посебан значај у планском решењу комплекса.

## Значај куће
Кућа породице Вељковић, једна је од малог броја оних које су пре Другог светског рата биле познате како по значајним и угледним власницима, тако и архитектури и ентеријеру, богатој породичној збирци слика и скулптура, приватној библиотеци, колекцији оружја и употребних предмета. Данас репрезентативни пример културног наслеђа, окружена разноликом архитектуром градског амбијента „подсећа“ пролазнике на стари Београд. Због малог броја београдских кућа угледних породица, сачуване у свом аутентичном облику, кућа породице Вељковић постала је придружени члан Асоцијације европских историјских кућа 2009. године.

## Архитектура
Оригиналан пројекат једноспратне породичне виле није сачуван, као ни име архитекте и извођача радова. Међутим, Тапија указује да је први власник имања са зградама био Марко Чолић механџија које је 1866. године продао Кости Лазаревићу телеграфисти из Смедерева. Фабрикант Фрањо Вшетачки и његова супруга Ружа постали су следећи власници 1873. године и на постојећем имању сазидали нову (данашњу) кућу коју је 1883. године купио Стојан Вељковић.
Грађена је опеком у кречном малтеру са масивним зидовима премошћеним архитравно и делимично плитким пруским сводовима. Споља, има идентично обликоване фасаде, једноставно решене у духу архитектуре академизма са сведеним репертоаром декоративних елемената. Диспозиција објекта је једноставна и функционална. Распоред просторија у приземљу и на спрату је идентичан. У приземљу се налази репрезентативни степенишни ходник са оградом од кованог гвожђа и антре који води у три сукцесивно везана салона и две мање собе. Једна од соба служила је као купатило-гардероба док је тоалет био засебна просторија. Поред главног улаза, приземље има и један споредни који води на спољашњи трем са масивним стубовима и дрвеном декоративном надстрешницом одакле се улазило у кочије односно аутомобиле. У дворишту, поред породичне куће налази се једноспратни помоћни објекат који је имао намену коњушнице са собама за особље на спрату. Касније, када су кола заменила кочије, коњушница је претворена у гаражу. Главни улаз у двориште био је из Бирчанинове улице, а други колски из Улице краља Милутина. На парцели споменика културе, у његовом пространом дворишту, саграђен је 1931. године изложбени Павиљон према пројекту архитекте Војислава Ђокића и инжењера Александра Гавриловића. Конципиран је у духу модернизма, специјално намењен за излагање уметничких слика и скулптура, површине око 255м2 са стакленим кровом, централним грејањем, специјалним уређајем за постављање слика и постољима за скулптуре чувених античких и ренесансних мајстора.

## Значај личности породице
У проучавању друштвене историје Србије и грађанске елите Београда крајем 19. и почетком 20. века у породици Вељковић било је познатих политичара, правника и официра који су својим образовањем, политичким и војним залагањима и културним ангажовањима утицали на друштвено-политички и културно-уметнички живот Србије. Родоначелник Јован Вељковић, био је син параћинског кнеза Вељка Миљковића једног од вођа устанка под Карађорђем, пуковник и попечитељ правосуђа. У договору са кнезом Милошем 1832. године Јован је покренуо буну у параћинској нахији, након чега је још шест нахија, у складу са Букурешким мировним споразумом из 1812. године враћено Србији. У свом познијем добу учествовао је у барикадама за време бомбардовања Београда 1862. године. По доласку на власт кнеза Александра Карађорђевића постављен је за министра финансија. Приватно, био је колекционар оружја и претплатник првих издања Београдских новина.
Његов старији син, Јеврем, ађутант кнеза Михаила, завршио је војну школу у Пруској, учествовао у раду Уједињене омладине српске и био велики љубитељ књижевности. Наставио је очеву традицију и колекционарско интересовање за оружје и литературу. Млађи син Стојан докторирао је права на Хајделбергу, а потом се усавршавао на универзитетима у Берлину и Паризу. Био је министар правде, председник Касационог суда и творац Устава из 1869. заједно са вођом либерала и дипломатом Јованом Ристићем. На Београдској великој школипредавао је Римско и Кривично право. Као министар правде донео је Аграрни закон којим је дата економска независност сељацима новоослобођених крајева. Високо образовање на престижним европским универзитетима била је карактеристика и наредних генерација породице Вељковић, што је у ондашњој српској средини била привилегија мањине. Стојан је имао два сина Јована и Војислава.
Јован је завршио војну академију, био је ађутант краља Милана и борац у Првом светском рату. Млађи, Војислав, „отац југословенског златног динара“ докторирао је права на Сорбони са златном медаљом. Био је професор Административног права на Лицеју, делегат Србије на Првој Хашкој конференцији и секретар краља Александра Обреновића.Након Првог светског рата, 1919. године за време владе регента Александра Карађорђевића постао је министар финансија.У новонасталој Краљевини СХС у којој је владала монетарна нестабилност и валутни хаос, др Војислав Вељковић успео је да формира нов монетарни систем и спроведе валутну реформу. Министарство финансија је под његовим руководством увело јединствену новчаницу под називом динар. Ангажовањем у области монетарне политике и државне благајне учествовао је у доношењу Закона о раду Народне банке Краљевине СХС 1920. године. Након великог професионалног успеха, исте 1920. године повукао се из политичког живота и посветио колекционарству уметничких дела и раду Српског књижевног гласника као њен оснивач. Инспирисан палатом Медичи, сазидао је зграду Врачарске задруге где се налазила Српска банка (данас Турска амбасада) у чијем врту је саградио атеље за сликарку Бету Вукановић која му је помагала у избору куповине домаћих и страних слика и скулптура. У свом дому у Бирчаниновој 21 окупљао је истакнуте књижевнике, уметнике и личности из политичког живота попут: Јована Цвијића, Јаше Продановића, Љубе Стојановића, др Ивана Рибара, Паје Јовановића и Уроша Предића и многе друге. Стојан Ј. Вељковић био је индустријалац, са братом Војиславом директор Парног млина и пиваре.

## Данашњи потомци
Данашњи потомци су Богдан В. Вељковић, дипломирао на Харварду, данас председник за повраћај национализоване имовине и његова сестра Катарина Вељковић, дипл.професор руске књижевности.

## Породична заоставштина
У кући породице Вељковић деценијама се чувала богата породична заоставштина бригом њених потомака: старо оружје, војни атласи, стара издања књига и часописа, намештај, предмети примењене уметности. Најзначајнији и најбројнији део породичне збирке чинила су дела ликовне уметности, око 250 домаћих и страних мајстора академског реализма: Риста и Бета Вукановић, Вељко Станојевић, Драгутин Глишић, Љуба Ивановић, Урош Предић, Паја Јовановић, Марко Мурат, а од страних мајстора око 30 аутора француског, енглеског, шкотског, италијанског и јапанског порекла, цењени чланови Удружења француских уметника који су излагали на изложбама Париског салона у годинама између два светска рата одакле су Вељковићеви откупљивали слике. У целини, збирка је обухватала српске и стране уметнике једне епохе која је била јединствена у Београду по истакнутим ауторима, броју и вредности дела, чак и у поређењу са великим музејским збиркама (21 одливак Микеланђелових скулптура). Управо из тих разлога, породица Вељковић је у дворишту своје куће подигла модеран изложбени Павиљон који је у време своје изградње био први приватан музеј на Балкану. Почетком Другог светског рата је затворен, а након рата Моше Пијаде је овде отворио свој атеље, а после њега скулптор Сретен Стојановић. Након национализације Павиљона, бронзани одливци из збирке предати су Академији ликовних уметности, а простор је временом изгубио своју основну намену.
Њихова кућа, на углу Бирчанинове и краља Милутина, пример је развоја градске архитектуре 19. века и прихватања европских стилских образаца важних у сагледавању развоја и модернизације српског друштва на прелазу два века. Због културно-историјских и архитектонско-урбанистичких вредности Кућа породица Вељковић утврђена је за споменик културе, Решење Завода бр. 63/5 од 30.4.1967.